# Tête des Roéses
La Tête des Roéses è una montagna di 3216 m s.l.m. delle Alpi Pennine. È situata nell'alta Valpelline, in Valle d'Aosta.

## Toponimo
Il nome è in patois valdostano e può essere tradotto come testa dei ghiacciai.

## Accesso
Si può salire alla vetta servendosi dell'omonimo bivacco, che è raggiungibile dal Rifugio Prarayer.